# Ichilo
Ichilo is een provincie in het westen van het departement Santa Cruz in Bolivia. De provincie kreeg haar naam op 8 april 1926 en is vernoemd naar de Río Ichilo, die door de provincie stroomt. 
De provincie heeft een oppervlakte van 14.232 km² en heeft 92.721 inwoners (2012). De hoofdstad is Buena Vista.
Ichilo is verdeeld in vier gemeenten:
- Buena Vista
- San Carlos
- San Juan
- Yapacaní

Andrés Ibáñez · 
Ángel Sandoval · 
Chiquitos · 
Cordillera · 
Florida · 
Germán Busch · 
Guarayos · 
Ichilo · 
Ignacio Warnes · 
José Miguel de Velasco · 
Manuel María Caballero · 
Ñuflo de Chávez · 
Obispo Santistevan · 
Sara · 
Vallegrande